# Nematocarcinus gracilis
Nematocarcinus gracilis är en kräftdjursart som beskrevs av Charles Spence Bate 1888. Nematocarcinus gracilis ingår i släktet Nematocarcinus och familjen Nematocarcinidae. Inga underarter finns listade i Catalogue of Life.